# Radziwiłłowie
Radziwiłłowie – polski ród magnacki, pochodzący z terenów dawnego Wielkiego Księstwa Litewskiego. Członkowie tej rodziny przez większość swojej historii używali różnych odmian książęcych herbu Trąby.
Potomkowie Radziwiłłów żyją do dziś w Polsce.

## Etymologia nazwiska
Polskie formy Radziwiłł lub Radźwił (patronimiki Radziwiłłowic(z), Radźwiłowic(z)) mogą pochodzić od pierwotnie białoruskiego Radzivil, czyli derywatu na il od podstawy Radziv-, pochodzącej ze skróconej formy imienia Radzivón (z v usuwającym rozziew od cerkiewnego Rodi.ón, analogicznie jak Larivón od Lari.ón (Ilarión) czy Ljavónt od (Le.ón), i podobnie jak Stanil od Stanislav. Do litewskiego byłyby przejęte jako Radzivìlas, Radzvilà.

## Historia
Nazwa Radziwiłł po raz pierwszy występuje w dokumencie unii polsko-litewskiej z 1401 roku, choć jako nazwisko zostało przyjęte dopiero przez Mikołaja Radziwiłłowicza. Mikołaj, jako jedyny spadkobierca swego ojca, Radziwiłła Ościkowicza, posiadł ogromny majątek. Kolejne otrzymane nadania ziemskie z ręki Wielkiego Księcia Litewskiego i majątek wniesiony przez żonę przy zawarciu małżeństwa (będącej bogatą dziedziczką Moniwidów), dodatkowo powiększyły status dóbr Mikołaja Radziwiłłowicza. Swój dorobek rozdysponował między trzech synów, którzy stali się protoplastami trzech głównych linii rodowych Radziwiłłów.

### Linia na Goniądzu i Medelach
Goniądz znalazł się w rodzinie Radziwiłłów na skutek konfiskaty ziem Michałowi Glińskiemu po jego rzekomej zdradzie, a następnie przekazany Mikołajowi Radziwiłłowi zwanemu „Amorem”. Medele natomiast wniosła mu jego żona Elżbieta Sakowicz podczas zaślubin. Główna rezydencja tej gałęzi mieściła się w nieistniejącym już zamku w Goniądzu. Zamek ucierpiał podczas wojen ze Szwedami, do dzisiaj nie ma śladu po jego dawnym założeniu. Mikołaj, który podobnie jak ojciec sprawował urzędy wojewody wileńskiego i kanclerza wielkiego litewskiego, udał się w 1515 roku do Wiednia na zjazd Habsburgów i Jagiellonów, jako przedstawiciel dyplomatyczny reprezentujący Litwę. Misja ta przyniosła mu nadanie przez władcę Świętego Cesarstwa Rzymskiego (S.I.R.), Maksymiliana I Habsburga, dziedzicznego tytułu księcia na Goniądzu i Medelach.
Dalszy rozwój tej linii Radziwiłłów nie nastąpił, gdyż wygasła już w następnym pokoleniu. Mikołaj Radziwiłł miał trzech synów; Stanisława Radziwiłła (zmarłego w 1531 roku bezdzietnie), Jana Radziwiłła (zmarłego w 1542 roku, pozostawił po sobie trzy córki) i Mikołaja Radziwiłła (biskupa żmudzkiego zmarłego 11 listopada 1546 roku, który ze względu na pełnioną przez siebie rolę dostojnika kościelnego nie mógł mieć dzieci).
Wnuczki Mikołaja Radziwiłła „Amora” i córki Jana Radziwiłła wniosły dane majętności w posiadanie innych rodów, głównie Kiszków.

### Linia na Nieświeżu, Klecku i Ołyce
Ołykę i Nieśwież wniosła do rodziny Radziwiłłów, Hanna Kiszka, podczas zaślubin z Janem I Mikołajem Radziwiłłem.
Większość jego majątku odziedziczył starszy z synów, Mikołaj V Krzysztof Radziwiłł zwany „Czarnym”, bo młodszy, Jan III Radziwiłł, zmarł bezpotomnie. Mikołaj V Krzysztof Radziwiłł pozyskał dodatkowo Kleck w połowie XVI wieku jako podarek od króla Zygmunta II Augusta. Będąc przedstawicielem dyplomatycznym reprezentującym Rzeczpospolitą za pośrednictwem wspomnianego wcześniej króla Zygmunta II Augusta w misjach do Świętego Cesarstwa Rzymskiego, uzyskał od cesarza Karola V Habsburga nadanie dziedzicznych tytułów książęcych – dla siebie i swego bezdzietnego brata Jana III Radziwiłła na Nieświeżu i Ołyce, a dla kuzyna, Mikołaja IV Radziwiłła zwanego „Rudym” – na Birżach i Dubinkach.
Mikołaj V Krzysztof Radziwiłł miał czterech spadkobierców; Mikołaja VII Krzysztofa Radziwiłła, Jerzego II Radziwiłła, Wojciecha II Radziwiłła i Stanisława II Radziwiłła. Jeden z nich, Jerzy, został księdzem. W 1586 r. z inicjatywy Mikołaja VII Krzysztofa Radziwiłła (najstarszego z synów Mikołaja V Krzysztofa Radziwiłła) zawarte zostało między nim a jego braćmi (bez udziału Jerzego, który jako ksiądz nie mógł zapewnić sukcesora swym posiadłościom) porozumienie dotyczące podziału włości, a także nowego rodzaju prawo (tzw. „ordynacja rodowa”) mające na celu zabezpieczyć ich główne dobra przed ewentualnym rozdrobnieniem i przejściem w obce ręce. Dobra te nie miały być dzielone między spadkobierców, ale dziedziczone przez najstarszych synów, a w braku bezpośrednich sukcesorów, miały przechodzić w posiadanie krewnych z bocznych linii rodu, z wykluczeniem kobiet. Dobra objęte ordynacją nie mogły być obciążane długami, ani nie wolno było ich sprzedać. Ordynacja z 1586 r., zatwierdzona potem przez sejm, była na ziemiach Rzeczypospolitej pierwszą trwałą tego typu instytucją. Nowe postanowienia Radziwiłłów doprowadziły do powstania trzech ordynacji, osobnej dla każdego z braci. Mikołaj VII Krzysztof Radziwiłł został ordynatem (czyli właścicielem ordynacji) na Nieświeżu, Wojciech II Radziwiłł ordynatem na Klecku, a Stanisław II Radziwiłł ordynatem na Ołyce. 

#### Linia ołycka
Drugim ordynatem po Stanisławie II Radziwille był zgodnie z zasadą jego pierwszy syn, ten jednak zmarł za młodu. Majątek przeszedł więc w posiadanie jego brata, Wojciecha Stanisława Albrycht Radziwiłła, będącego trzecim ordynatem. Linia jednak wygasła jeszcze w tym pokoleniu z powodu bezpotomnej śmierci Wojciecha. Ordynację ołycką odziedziczyli potomkowie jego stryja, Michała II Kazimierza Radziwiłła, ówczesnego ordynata na Nieświeżu.

#### Linia klecka starsza
Utrzymała się o kilkadziesiąt lat dłużej, niż ordynacja ołycka, ale jej egzystencja była stale zagrożona z powodu małej liczby potomków kolejnych ordynatów i ich przeważnie słabego zdrowia. Po bezpotomnej śmierci w 1690 r. czwartego ordynata na Klecku, Stanisława III Kazimierza Radziwiłła, ta ordynacja również przeszła w ręce potomków Michała II Kazimierza Radziwiłła, ordynata nieświeskiego.

#### Linia klecka młodsza
Po bezpotomnej śmierci Stanisława III Kazimierza Radziwiłła w roku 1648, ordynację klecką objął Dominik I Mikołaj Radziwiłł wywodzący się z linii nieświeskiej. Zapoczątkowana przez niego młodsza linia na Klecku przeobraziła się na trzy inne gałęzie wywodzące się od jego trzech synów. Od najstarszego z nich Jana Mikołaja Radziwiłła pochodzi gałąź „ordynacka”, w posiadaniu której znalazły się z biegiem czasu wszystkie inne ordynacje radziwiłłowskie, od Michała III Antoniego Radziwiłła powstała gałąź na Szydłowcu i Połoneczce, a od Mikołaja XI Faustyna Radziwiłła – gałąź na Zdzięciole i Berdyczowie.

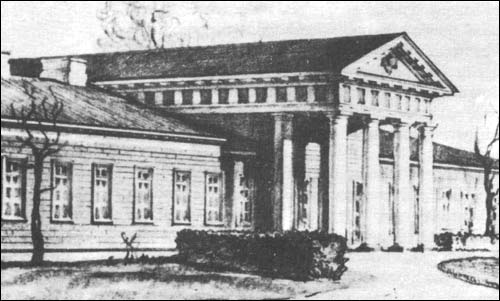
Dwór Radziwiłłmonty, od 1660 siedziba ordynacki kleckiej.

Siedzibą ordynacji kleckiej był do 1600 zamek w Klecku, a gdy ten spłonął, siedziba została przeniesiona do pobliskich Radzwiłłmontów.  Ostatnim Radzwiłłem, który traktatował Radzwiłłmonty jako swoją siedzibę był książę Leon (1805-1885), X ordynat na klecku, syn Ludwika Mikołaja i Marianny z Wodzińskich.

#### Linia nieświeska

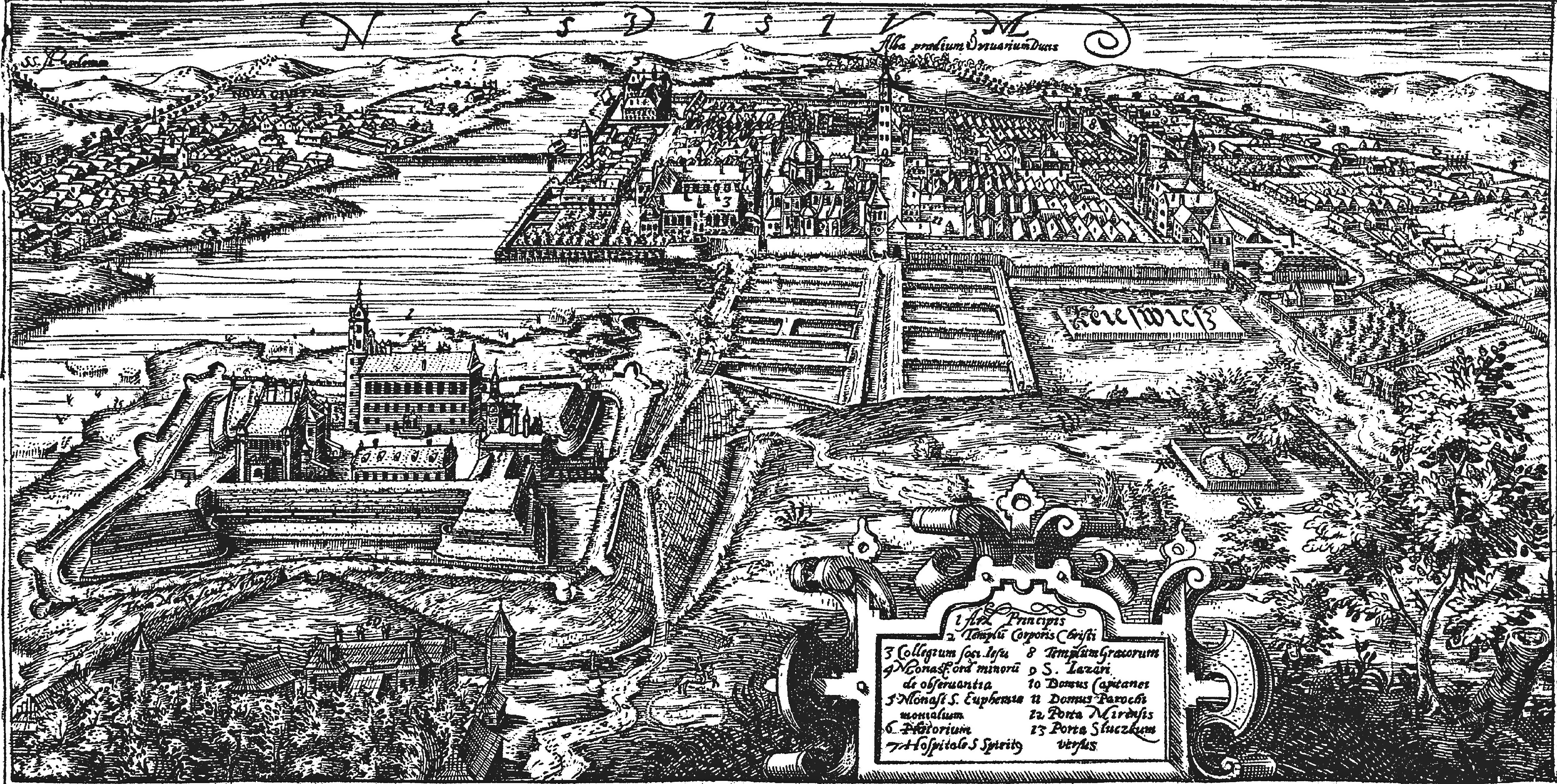
Nieśwież i zamek, 1604 r.

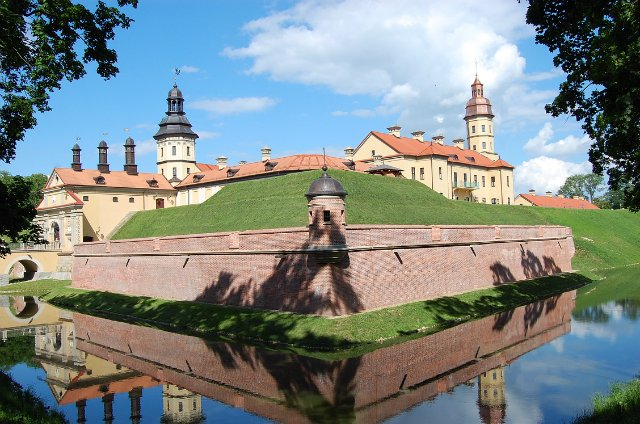
Zamek w Nieświeżu, 2013 r.

Pierwszy ordynat nieświeski, Mikołaj VII Krzysztof Radziwiłł zwany „Sierotką”. wybudował zamek w Nieświeżu, fundował liczne kościoły i klasztory, w tym Kościół Bożego Ciała w Nieświeżu, jeden z pierwszych kościołów barokowych ówcześnie znajdujących się na ziemiach Rzeczypospolitej. Ulokował w nim kaplicę grobową Radziwiłłów, szczególnie przez nich cenione miejsce pochówku aż do XX w. W zamku nieświeskim zapoczątkował tworzenie galerii portretów członków rodu i gromadzenie biblioteki, w której składano obok druków także rękopisy i różne pamiątki historyczne.
Spośród dziewięciorga jego dzieci wieku dorosłego dożyło czterech synów. Trzech z nich zeszło ze świata bezpotomnie. „Sierotka” miał coraz większe problemy ze zdrowiem, pomimo tego faktu jako jedyny z braci zapewnił kontynuację rodu Radziwiłłów, która istnieje aż po dziś dzień.

W 1926 r. zamek w Nieświeżu odwiedził marszałek Józef Piłsudski. Kilka lat później podczas trwania II wojny światowej w 1939 roku został utracony przez Radziwiłłów. Działania wojenne doprowadziły zamek do ruiny. Obecnie jest zlokalizowany na Białorusi, został zrekonstruowany i pełni funkcję placówki muzealnej, został również wpisany na Listę Światowego Dziedzictwa UNESCO. 
Jednym z obecnie żyjących znanych przedstawicieli linii nieświeskiej jest Konstanty Mikołaj Radziwiłł, polski lekarz i polityk.

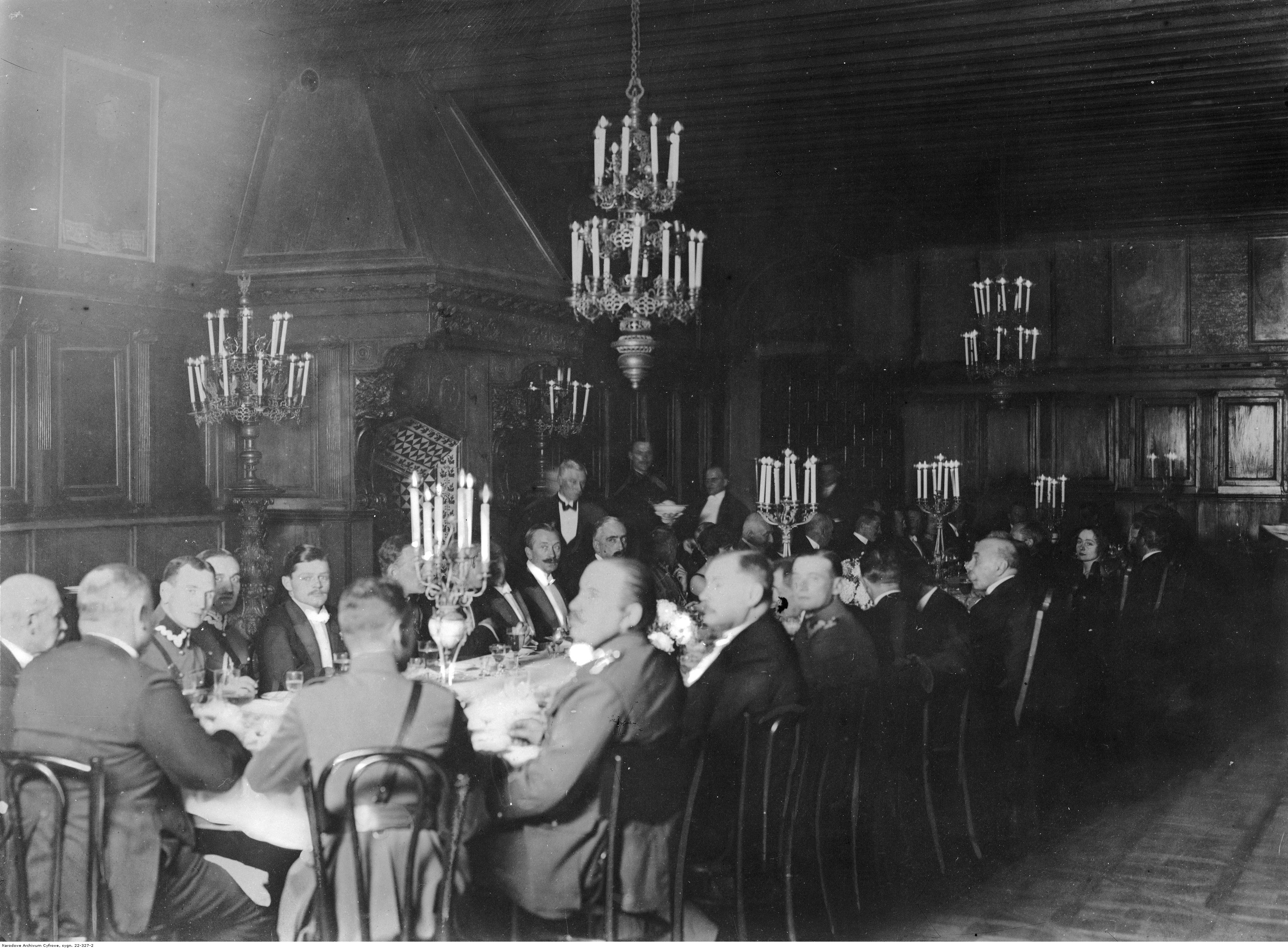
Bankiet wydany przez Radziwiłłów podczas pobytu Józefa Piłsudskiego w Nieświeżu, 1926 r.
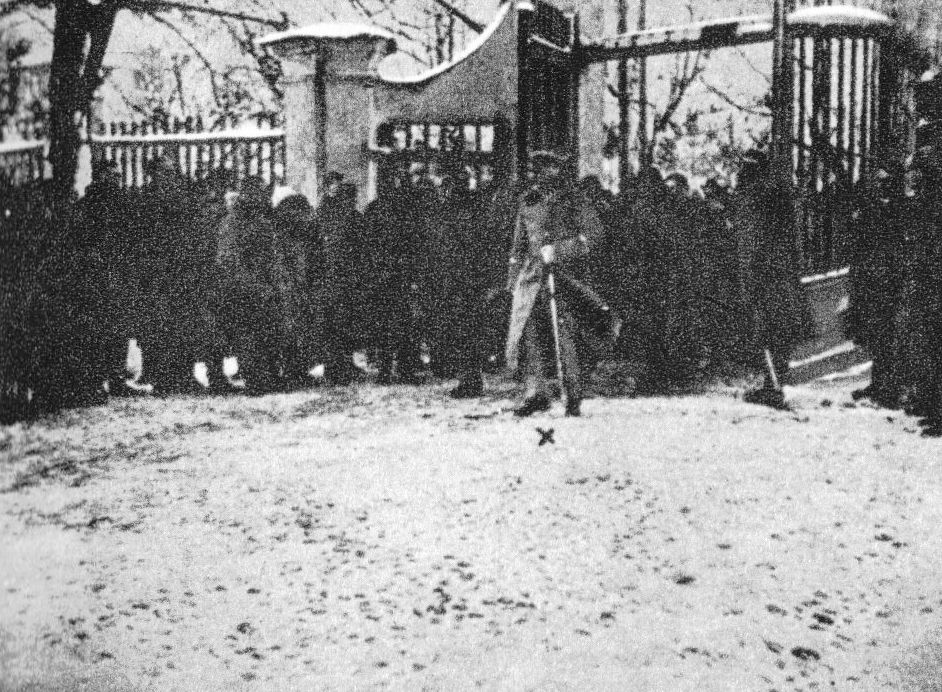
Marszałek Józef Piłsudski z członkami rodziny książąt Radziwiłłów i innymi gośćmi wchodzi do fary w Nieświeżu
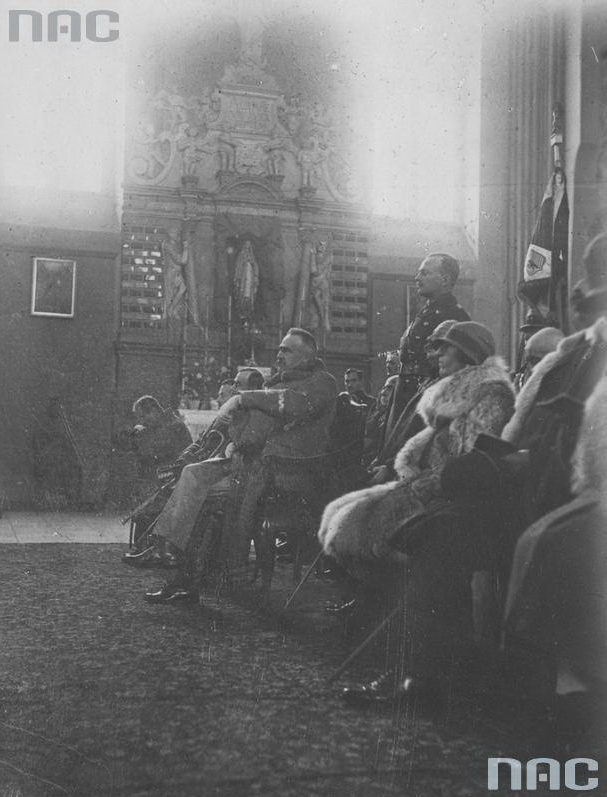
Józef Piłsudski w otoczeniu członków rodziny Radziwiłłów podczas nabożeństwa w kościele farnym
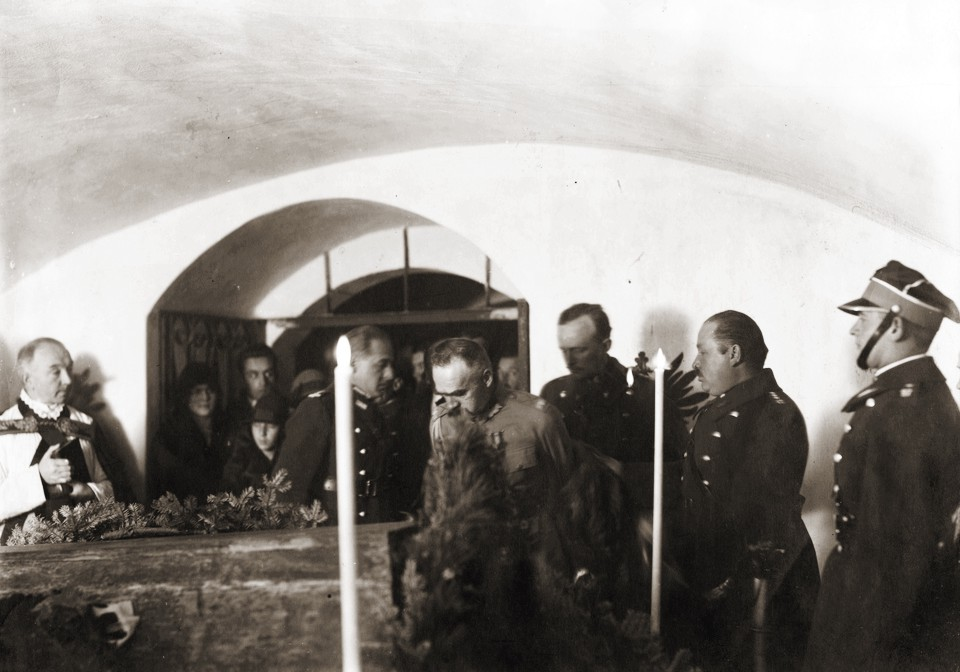
Piłsudski przy sarkofagu Stanisława Wilhelma Radziwiłła, poległego w 1920 r. w czasie ofensywy kijowskiej, dekoruje go krzyżem Virtutti Militari
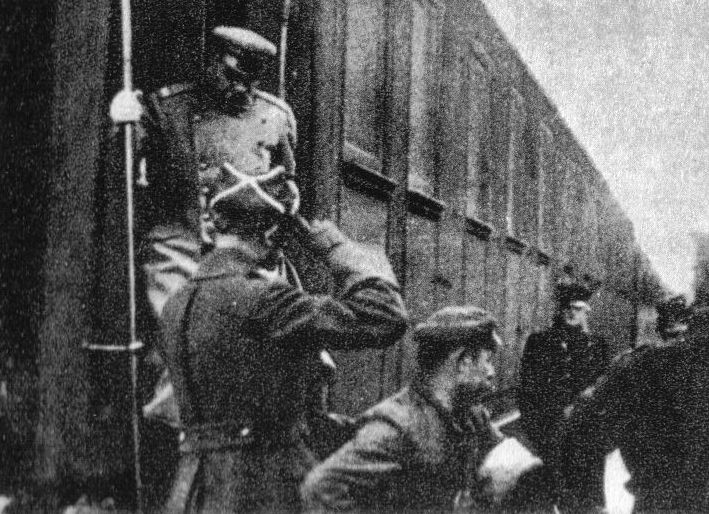
Przyjazd Józefa Piłsudskiego z Nieświeża do Warszawy w dniu 26 października 1926 r.

### Linia na Birżach i Dubinkach

Posiadłości ziemskie Radziwiłłów w I Rzeczypospolitej (niebieski) na tle posiadłości innych rodów magnackich

Linia ta wywodzi się od Jerzego I Radziwiłła, zwanego „Herkulesem”. Włości Birże i Dubinki odziedziczył po ojcu, Mikołaju Radziwiłłowiczu. Następnie, prawie cały ten majątek odziedziczył syn Jerzego, Mikołaj IV Radziwiłł zwany „Rudym”, który został obdarzony w 1547 r. tytułem księcia Świętego Cesarstwa Rzymskiego na Birżach i Dubinkach, dzięki poselstwu swego brata stryjecznego Mikołaja V Krzysztofa Radziwiłła zwanego „Czarnym”. Mikołaj IV Radziwiłł miał dwóch synów; Mikołaja VI Radziwiłła, będącego późniejszym dziedzicem min. Dubinek, oraz Krzysztofa I Mikołaja Radziwiłła zwanego „Piorunem”, późniejszego dziedzica min. Birży. Jednakże jedyny syn Mikołaja VI Radziwiłła – Jerzy III Radziwiłł zmarł bezdzietnie. Na mocy wcześniej ustalonego układu o wzajemnym dziedziczeniu dóbr w razie bezpotomnej śmierci, synowie Krzysztofa I Mikołaja Radziwiłła; Janusz VI Radziwiłł, Mikołaj VIII Radziwiłł i Krzysztof II Radziwiłł w spadku oprócz Birży pozyskali jeszcze Dubinki i inne ziemie.
Mikołaj VIII Radziwiłł zmarł bezpotomnie, Janusz VI Radziwiłł przekazał część swojego majątku synowi, Bogusławowi I Radziwiłłowi, a Krzysztof II Radziwiłł swojemu synowi, Januszowi I Radziwiłłowi. W spadku po Januszu majątek otrzymała jego córka Anna VI Maria Radziwiłł. Anna była jedynym żyjącym dzieckiem Janusza, jako że syn zmarł będąc jeszcze niemowlęciem.
Z powodu trudnej sytuacji w jakiej znaleźli się Radziwiłłowie, dotyczącą możliwości utracenia ziem posiadanych przez Annę VI Marię Radziwiłł na rzecz innego rodu (gdyż córki, zgodnie z ówczesnymi zasadami, nie mogły przedłużać rodu, jedynie stawały się częścią innego po zaślubinach), poślubiła brata stryjecznego swego ojca, Bogusława I Radziwiłła, który stał się w wyniku tego małżeństwa panem wszystkich majętności linii na Birżach i Dubinkach. Wielkie kompleksy tego majątku (najważniejsze z nich to Birże, Dubinki, Kiejdany, Słuck, Kopyl, Wiżuny, Newel, Siebież, Węgrów, Starawieś) rozciągały się w województwach nowogródzkim, trockim, wileńskim, witebskim, podlaskim i na Żmudzi. Miarą znaczenia, a nawet popularności Bogusława w Rzeczypospolitej, było wysunięcie jego kandydatury do korony polskiej w czasie bezkrólewia w 1669 roku. Wtedy nadszedł jednak już kres jego życia. Dwa lata wcześniej zmarła też jego żona, Anna Maria Radziwiłł, podczas porodu ich córki, Ludwiki Karoliny Radziwiłł.
Od początku życia Ludwiki Karoliny Radziwiłł wielu kandydatów krajowych i zagranicznych ze względu na posiadany przez nią ogromny majątek starało się o jej względy. Zaręczyła się nawet z królewiczem Jakubem Sobieskim, jednak niespodziewanie poślubiła księcia neuburskiego Karola III Filipa Wittelsbacha. Skandal ten wywołał w Rzeczypospolitej burzę. Ludwika pozostawała poza zasięgiem jakichkolwiek represji, ale skoro na ziemiach litewskich i koronnych posiadała ogromne dobra rodziców, planowano pozbawienie jej tych dóbr. Danym majątkiem zainteresowane były jednak niektóre rody magnackie, zwłaszcza Radziwiłłowie pochodzący z linii nieświeskiej i Sapiehowie, które dążyły do wejścia w ich posiadanie, przeszkadzając sobie przy tym wzajemnie. Po kilku latach Ludwika Karolina Radziwiłł zmarła, zostawiając tylko jedną córkę. Zażarte spory zostały zakończone ostatecznie dopiero w okolicach roku 1740, zwycięstwem Radziwiłłów. Od tamtej pory ziemie należące do Radziwiłłów wywodzących się z linii na Birżach i Dubinkach przeszły w posiadanie Radziwiłłów wywodzących się z linii na Nieświeżu i Ołyce.

### Radziwiłłowie w Prusach
Po III rozbiorze Rzeczypospolitej, zachodnia i północna część Polski znalazła się w obrębie Królestwa Prus. Wielu polskich magnatów postanowiło zdobyć dla swoich rodów dobrą pozycję pod zaborem. Część Radziwiłłów była spokrewniona z Hohenzollernami (np. Wilhelm Paweł Radziwiłł syn Ludwiki Hohenzollern) posiadali znaczne wpływy na dworze pruskim i odgrywali pewną rolę w obozie centrum niemieckiego. W Berlinie znajdował się nawet pałac Radziwiłłów, przekształcony później w Kancelarię Rzeszy, budynek nie przetrwał jednak do czasów obecnych. 

## Herb i motto

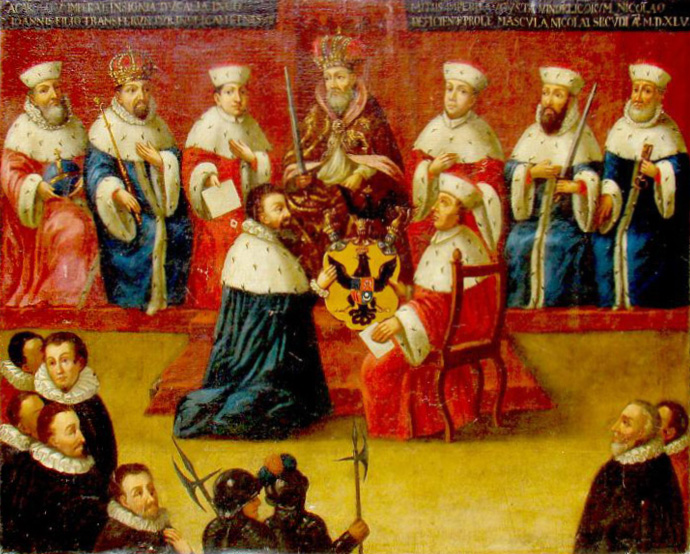
Mikołaj Radziwiłł Czarny otrzymuje od cesarza tytuł książęcy

Ościk Krystyn Syrpuciowicz, przodek rodu Radziwiłłów, znalazł się wśród osób, które otrzymały i przyjęły godło zwane Trąby po Unii horodelskiej w 1413 roku. Godło to stało się później herbem dziedzicznym Radziwiłłów. W 1518 r. władca Świętego Cesarstwa Rzymskiego (S.I.R.), Maksymilian I, po kongresie jagiellońsko-habsburskim w Wiedniu obdarzył syna Mikołaja Radziwiłłowicza, Mikołaja II Radziwiłła tytułem Reichsfürst (pol.: Cesarski Książę) z Goniądza i Medelii. Mikołaj II Radziwiłł otrzymał także rozszerzony, bardziej uroczysty herb: czarnego orła, na którego piersi znajduje się tarcza z Trąbami i innymi herbami. Motto rodziny brzmi: „Bóg nam radzi” (biał: Бог нам раіць).
W 1547 roku Karol V, cesarz rzymski, nadał Mikołajowi V Krzysztofowi Radziwiłłowi zwanemu „Czarnym” i jego bratu Janowi II Radziwiłłowi dziedziczny tytuł Reichsfürst na Nieświeżu i Ołyce; a ich kuzynowi Mikołajowi IV Radziwiłłowi zwanemu „Rudym” na Birżach i Dubinkach. W tym samym roku król polski Zygmunt II August poślubił Barbarę I Radziwiłł i zatwierdził te tytuły w 1549 roku. Tak wysoki tytuł był rzadkością wśród szlachty: zaledwie pięć polskich rodzin, w tym Radziwiłłowie, otrzymało od cesarza tytuł książęcy.

Istnieją różne warianty herbu Trąby przypisywanego różnym przedstawicielom rodziny Radziwiłłów

## Religia

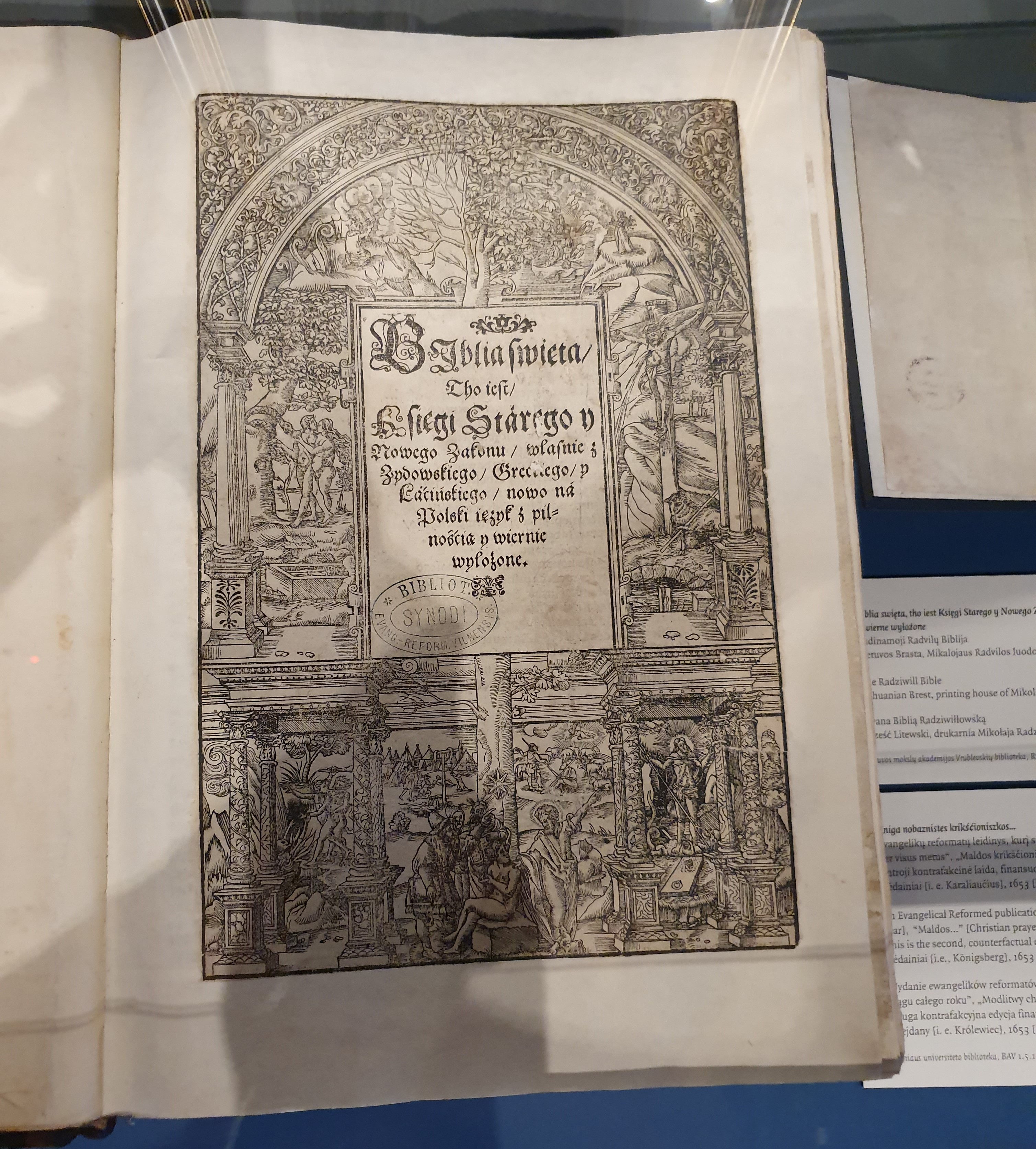
„Biblia brzeska”, zdjęcie z 2019 roku

Początkowo dwie gałęzie Radziwiłłów przeszły na kalwinizm. Linia na Nieświeżu, Klecku i Ołyce, pozostawała kalwinistami przez dwa pokolenia, aż dzieci Mikołaja V Krzysztofa Radziwiłła zwanego „Czarnym” przeszły na katolicyzm przed końcem wieku. Linia na Birżach i Dubinkach pozostała w wierze protestanckiej aż do jej wygaśnięcia sto lat później.

Zarówno Mikołaj „Czarny”, jak i Mikołaj IV Radziwiłł zwany „Rudym” byli gorliwymi promotorami i aktywnymi uczestnikami religii protestanckiej w Wielkim Księstwie Litewskim. Mikołaj V Krzysztof Radziwiłł ufundował przetłumaczenie pierwszej wersji Biblii protestanckiej na język polski zatytułowanej „Biblią Brzeską” (zwana też „Biblią Radziwiłłowską”), ukazała się w mieście Brześć w 1564 r. Jego śmierć w 1565 r. była postrzegana jako poważna strata dla protestanckiej sprawy na Litwie. Jednak Mikołaj IV Radziwiłł kontynuował dzieło kuzyna, zakładając i podarowując ziemię kilku kościołom i szkołom. 
Późniejsi potomkowie rodu Radziwiłłów byli gorliwymi wyznawcami katolicyzmu, niekiedy aktywnie zwalczającymi protestantyzm.

## Stosunki polsko-litewskie
Mikołaj Krzysztof Radziwiłł i Mikołaj Radziwiłł „rudy” zdobyli stanowisko dominujące w stosunku do innych magnatów i szlachty i stali się najzaciętszymi obrońcami odrębności Wielkiego Księstwa Litewskiego od Korony Królestwa Polskiego. Po ich śmierci członkowie rodu Radziwiłłów utrzymali dawną potęgę oraz przeszli na katolicyzm. W XVII w. byli w dalszym ciągu rzecznikami separatyzmu litewskiego i wydali kilku rokoszan.
Z powodu swojej potęgi Radziwiłłowie mogli sobie pozwolić na prowadzenie polityki sprzecznej z wolą władców Rzeczypospolitej. Podczas potopu szwedzkiego, Janusz i Bogusław Radzwiłłowie (pochodzący z linii na Birżach i Dubinkach) próbowali zerwać unię Litwy z Koroną i uznali protektorat Szwecji nad Litwą. Jednak wystąpiła przeciwko nim gałąź Radziwiłłów pochodzących z linii na Ołyce i Nieświeżu.
Jednakże, w okresie międzywojennym silnie identyfikowali się z Rzecząpospolitą Polską i federacyjnymi marzeniami Józefa Piłsudskiego. Podczas II wojny światowej walczyli z okupantem niemieckim.

## Kuratorzy sztuki

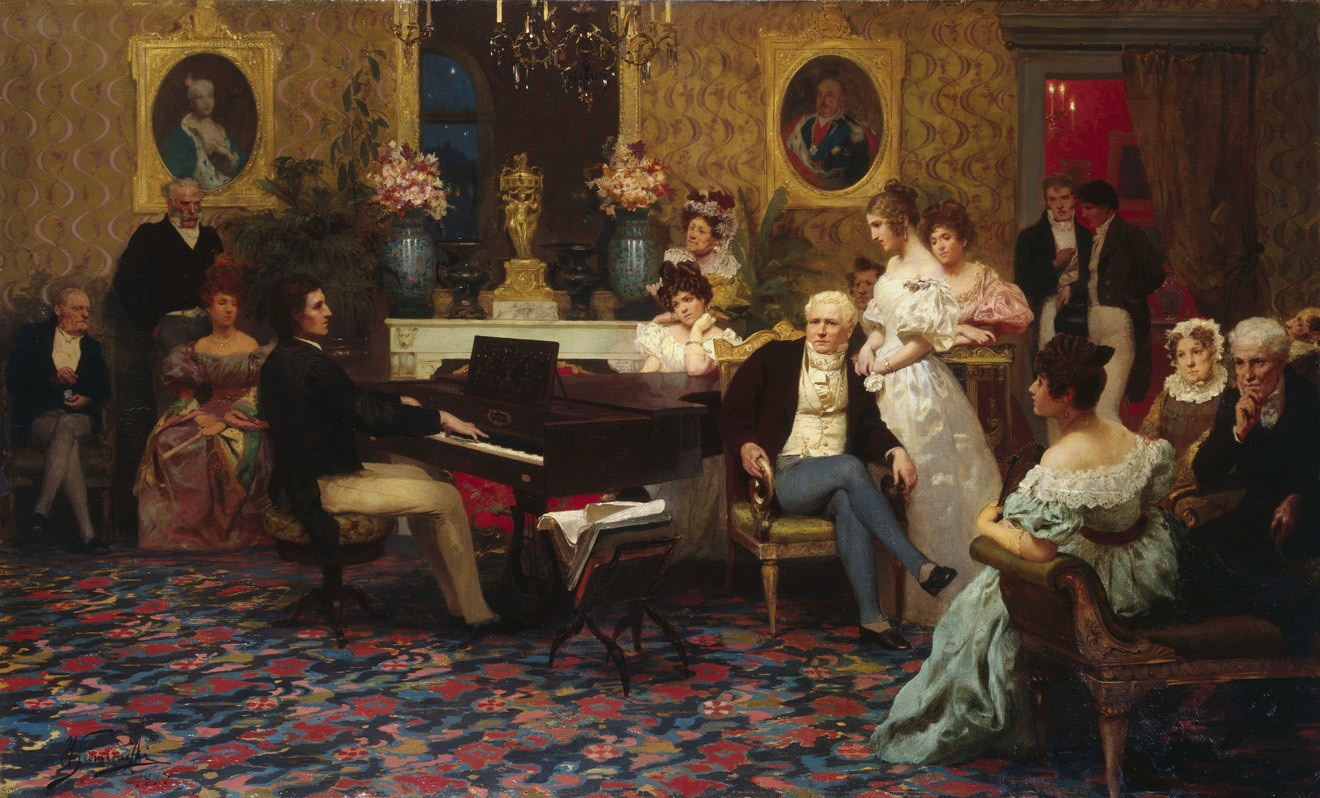
Henryk Siemiradzki, „Chopin u księcia Radziwiłła”.

Posiadłości Radziwiłłów na przestrzeni czasu służyły jako artystyczne salony, na które uczęszczali zarówno arystokraci, jak i sami artyści. Antoni Radziwiłł organizował cotygodniowe wieczory muzyczne oraz pomagał przy produkcji niezależnych sztuk teatralnych. Pomiędzy rokiem 1822 a 1824, wybudował rezydencję w Antoninie według projektu niemieckiego architekta, Karla Friedricha Schinkel, która służyła mu jako letnia rezydencja, przeznaczona na polowania. W swoim późniejszym życiu Antoni Radziwiłł przeprowadził się do Antonina wraz ze swoją małżonką, Fryderyką von Hohenzollern i dwoma córkami; Wandą i Elizą. Antoni Radziwiłł miał wiele kontaktów wśród europejskich muzycznych elit i z czasem przeobraził Antonin w ważną lokalizację na mapie europejskich muzyków, miejscowość odwiedzali między innymi; Niccolò Paganini, Johann Wolfgang von Goethe, Fryderyk Chopin i Ludwig van Beethoven. Chopin udzielał lekcji muzyki córce Radziwiłła, Wandzie. Podczas swoich licznych pobytów w danej posiadłości Chopin skomponował Poloneza op. 3 oraz Trio op. 8, zadedykował je Antoniemu Radziwiłłowi, który wspierał go finansowo. Wizyty Chopina na salonach Radziwiłła zostały udokumentowane przez Henryka Siemieradzkiego na heliograwiurze z 1888 r., zatytułowanej „Chopin u księcia Radziwiłła”.
W 1840 r., swój pobyt w Antoninie, Chopin opisać miał następującymi słowami:

„Było to w Poznańskiem, w otoczonym wielkimi lasami zamku księcia Radziwiłła, w nielicznym, ale bardzo doborowym towarzystwie. Rano polowaliśmy, wieczorem muzykowaliśmy.”

## Gałęzie rodowe
Schemat drzewa, przedstawiający linie oraz gałęzie rodu Radziwiłłów.
|  |  |                                             |                                             |                                             |                                             |                                             |                                             |  |  |  |  |                               |                               |                                          |                                          |                                          |                                          |                                          |                                          |               |               |                                    |                                    |                                    |                                    |                                    |                                    |                                  |                                  |                                          |                                          |                                          |                                          |                                          |                                          |                                  |                                  |                                |                                |                                |                                |  |  |  |  |  |  |  |  |  |  |  |  |  |  |  |  |  |  |  |  |  |  |  |  |  |  |  |  |  |  |  |  |
|  |  |                                             |                                             |                                             |                                             |                                             |                                             |  |  |  |  |                               |                               |                                          |                                          |                                          |                                          |                                          |                                          |               |               |                                    |                                    |                                    |                                    |                                    |                                    |                                  |                                  |                                          |                                          |                                          |                                          |                                          |                                          |                                  |                                  |                                |                                |                                |                                |  |  |  |  |  |  |  |  |  |  |  |  |  |  |  |  |  |  |  |  |  |  |  |  |  |  |  |  |  |  |  |  |
|  |  |                                             |                                             |                                             |                                             |                                             |                                             |  |  |  |  |                               |                               |                                          |                                          |                                          |                                          |                                          |                                          |               |               |                                    |                                    |                                    |                                    |                                    |                                    |                                  |                                  |                                          |                                          |                                          |                                          |                                          |                                          |                                  |                                  |                                |                                |                                |                                |  |  |  |  |  |  |  |  |  |  |  |  |  |  |  |  |  |  |  |  |  |  |  |  |  |  |  |  |  |  |  |  |
|  |  |                                             |                                             |                                             |                                             |                                             |                                             |  |  |  |  |                               |                               |                                          |                                          |                                          |                                          |                                          |                                          | Radziwiłłowie | Radziwiłłowie | Radziwiłłowie                      | Radziwiłłowie                      | Radziwiłłowie                      | Radziwiłłowie                      |                                    |                                    |                                  |                                  |                                          |                                          | Ościkowicze († początek XVII w.)         | Ościkowicze († początek XVII w.)         | Ościkowicze († początek XVII w.)         | Ościkowicze († początek XVII w.)         | Ościkowicze († początek XVII w.) | Ościkowicze († początek XVII w.) |                                |                                |                                |                                |  |  |  |  |  |  |  |  |  |  |  |  |  |  |  |  |  |  |  |  |  |  |  |  |  |  |  |  |  |  |  |  |
|  |  |                                             |                                             |                                             |                                             |                                             |                                             |  |  |  |  |                               |                               |                                          |                                          |                                          |                                          |                                          |                                          | Radziwiłłowie | Radziwiłłowie | Radziwiłłowie                      | Radziwiłłowie                      | Radziwiłłowie                      | Radziwiłłowie                      |                                    |                                    |                                  |                                  |                                          |                                          | Ościkowicze († początek XVII w.)         | Ościkowicze († początek XVII w.)         | Ościkowicze († początek XVII w.)         | Ościkowicze († początek XVII w.)         | Ościkowicze († początek XVII w.) | Ościkowicze († początek XVII w.) |                                |                                |                                |                                |  |  |  |  |  |  |  |  |  |  |  |  |  |  |  |  |  |  |  |  |  |  |  |  |  |  |  |  |  |  |  |  |
|  |  |                                             |                                             |                                             |                                             |                                             |                                             |  |  |  |  |                               |                               |                                          |                                          |                                          |                                          |                                          |                                          |               |               |                                    |                                    |                                    |                                    |                                    |                                    |                                  |                                  |                                          |                                          |                                          |                                          |                                          |                                          |                                  |                                  |                                |                                |                                |                                |  |  |  |  |  |  |  |  |  |  |  |  |  |  |  |  |  |  |  |  |  |  |  |  |  |  |  |  |  |  |  |  |
|  |  |                                             |                                             |                                             |                                             |                                             |                                             |  |  |  |  |                               |                               |                                          |                                          |                                          |                                          |                                          |                                          |               |               |                                    |                                    |                                    |                                    |                                    |                                    |                                  |                                  |                                          |                                          |                                          |                                          |                                          |                                          |                                  |                                  |                                |                                |                                |                                |  |  |  |  |  |  |  |  |  |  |  |  |  |  |  |  |  |  |  |  |  |  |  |  |  |  |  |  |  |  |  |  |
|  |  |                                             |                                             |                                             |                                             |                                             |                                             |  |  |  |  |                               |                               | Linia na Goniądzu i Medelach († 1542 r.) | Linia na Goniądzu i Medelach († 1542 r.) | Linia na Goniądzu i Medelach († 1542 r.) | Linia na Goniądzu i Medelach († 1542 r.) | Linia na Goniądzu i Medelach († 1542 r.) | Linia na Goniądzu i Medelach († 1542 r.) |               |               | Linia na Nieświeżu, Klecku i Ołyce | Linia na Nieświeżu, Klecku i Ołyce | Linia na Nieświeżu, Klecku i Ołyce | Linia na Nieświeżu, Klecku i Ołyce | Linia na Nieświeżu, Klecku i Ołyce | Linia na Nieświeżu, Klecku i Ołyce |                                  |                                  | Linia na Birżach i Dubinkach († 1669 r.) | Linia na Birżach i Dubinkach († 1669 r.) | Linia na Birżach i Dubinkach († 1669 r.) | Linia na Birżach i Dubinkach († 1669 r.) | Linia na Birżach i Dubinkach († 1669 r.) | Linia na Birżach i Dubinkach († 1669 r.) |                                  |                                  |                                |                                |                                |                                |  |  |  |  |  |  |  |  |  |  |  |  |  |  |  |  |  |  |  |  |  |  |  |  |  |  |  |  |  |  |  |  |
|  |  |                                             |                                             |                                             |                                             |                                             |                                             |  |  |  |  |                               |                               | Linia na Goniądzu i Medelach († 1542 r.) | Linia na Goniądzu i Medelach († 1542 r.) | Linia na Goniądzu i Medelach († 1542 r.) | Linia na Goniądzu i Medelach († 1542 r.) | Linia na Goniądzu i Medelach († 1542 r.) | Linia na Goniądzu i Medelach († 1542 r.) |               |               | Linia na Nieświeżu, Klecku i Ołyce | Linia na Nieświeżu, Klecku i Ołyce | Linia na Nieświeżu, Klecku i Ołyce | Linia na Nieświeżu, Klecku i Ołyce | Linia na Nieświeżu, Klecku i Ołyce | Linia na Nieświeżu, Klecku i Ołyce |                                  |                                  | Linia na Birżach i Dubinkach († 1669 r.) | Linia na Birżach i Dubinkach († 1669 r.) | Linia na Birżach i Dubinkach († 1669 r.) | Linia na Birżach i Dubinkach († 1669 r.) | Linia na Birżach i Dubinkach († 1669 r.) | Linia na Birżach i Dubinkach († 1669 r.) |                                  |                                  |                                |                                |                                |                                |  |  |  |  |  |  |  |  |  |  |  |  |  |  |  |  |  |  |  |  |  |  |  |  |  |  |  |  |  |  |  |  |
|  |  |                                             |                                             |                                             |                                             |                                             |                                             |  |  |  |  |                               |                               |                                          |                                          |                                          |                                          |                                          |                                          |               |               |                                    |                                    |                                    |                                    |                                    |                                    |                                  |                                  |                                          |                                          |                                          |                                          |                                          |                                          |                                  |                                  |                                |                                |                                |                                |  |  |  |  |  |  |  |  |  |  |  |  |  |  |  |  |  |  |  |  |  |  |  |  |  |  |  |  |  |  |  |  |
|  |  |                                             |                                             |                                             |                                             |                                             |                                             |  |  |  |  |                               |                               |                                          |                                          |                                          |                                          |                                          |                                          |               |               |                                    |                                    |                                    |                                    |                                    |                                    |                                  |                                  |                                          |                                          |                                          |                                          |                                          |                                          |                                  |                                  |                                |                                |                                |                                |  |  |  |  |  |  |  |  |  |  |  |  |  |  |  |  |  |  |  |  |  |  |  |  |  |  |  |  |  |  |  |  |
|  |  |                                             |                                             |                                             |                                             |                                             |                                             |  |  |  |  | Gałąź nieświeska              | Gałąź nieświeska              | Gałąź nieświeska                         | Gałąź nieświeska                         | Gałąź nieświeska                         | Gałąź nieświeska                         |                                          |                                          |               |               | Gałąź klecka (starsza) († 1690 r.) | Gałąź klecka (starsza) († 1690 r.) | Gałąź klecka (starsza) († 1690 r.) | Gałąź klecka (starsza) († 1690 r.) | Gałąź klecka (starsza) († 1690 r.) | Gałąź klecka (starsza) († 1690 r.) |                                  |                                  |                                          |                                          | Gałąź ołycka († 1656 r.)                 | Gałąź ołycka († 1656 r.)                 | Gałąź ołycka († 1656 r.)                 | Gałąź ołycka († 1656 r.)                 | Gałąź ołycka († 1656 r.)         | Gałąź ołycka († 1656 r.)         |                                |                                |                                |                                |  |  |  |  |  |  |  |  |  |  |  |  |  |  |  |  |  |  |  |  |  |  |  |  |  |  |  |  |  |  |  |  |
|  |  |                                             |                                             |                                             |                                             |                                             |                                             |  |  |  |  | Gałąź nieświeska              | Gałąź nieświeska              | Gałąź nieświeska                         | Gałąź nieświeska                         | Gałąź nieświeska                         | Gałąź nieświeska                         |                                          |                                          |               |               | Gałąź klecka (starsza) († 1690 r.) | Gałąź klecka (starsza) († 1690 r.) | Gałąź klecka (starsza) († 1690 r.) | Gałąź klecka (starsza) († 1690 r.) | Gałąź klecka (starsza) († 1690 r.) | Gałąź klecka (starsza) († 1690 r.) |                                  |                                  |                                          |                                          | Gałąź ołycka († 1656 r.)                 | Gałąź ołycka († 1656 r.)                 | Gałąź ołycka († 1656 r.)                 | Gałąź ołycka († 1656 r.)                 | Gałąź ołycka († 1656 r.)         | Gałąź ołycka († 1656 r.)         |                                |                                |                                |                                |  |  |  |  |  |  |  |  |  |  |  |  |  |  |  |  |  |  |  |  |  |  |  |  |  |  |  |  |  |  |  |  |
|  |  |                                             |                                             |                                             |                                             |                                             |                                             |  |  |  |  |                               |                               |                                          |                                          |                                          |                                          |                                          |                                          |               |               |                                    |                                    |                                    |                                    |                                    |                                    |                                  |                                  |                                          |                                          |                                          |                                          |                                          |                                          |                                  |                                  |                                |                                |                                |                                |  |  |  |  |  |  |  |  |  |  |  |  |  |  |  |  |  |  |  |  |  |  |  |  |  |  |  |  |  |  |  |  |
|  |  |                                             |                                             |                                             |                                             |                                             |                                             |  |  |  |  |                               |                               |                                          |                                          |                                          |                                          |                                          |                                          |               |               |                                    |                                    |                                    |                                    |                                    |                                    |                                  |                                  |                                          |                                          |                                          |                                          |                                          |                                          |                                  |                                  |                                |                                |                                |                                |  |  |  |  |  |  |  |  |  |  |  |  |  |  |  |  |  |  |  |  |  |  |  |  |  |  |  |  |  |  |  |  |
|  |  | Odnoga galicyjska († 1938 r.)               | Odnoga galicyjska († 1938 r.)               | Odnoga galicyjska († 1938 r.)               | Odnoga galicyjska († 1938 r.)               | Odnoga galicyjska († 1938 r.)               | Odnoga galicyjska († 1938 r.)               |  |  |  |  | Gałąź klecka (młodsza)        | Gałąź klecka (młodsza)        | Gałąź klecka (młodsza)                   | Gałąź klecka (młodsza)                   | Gałąź klecka (młodsza)                   | Gałąź klecka (młodsza)                   |                                          |                                          |               |               |                                    |                                    |                                    |                                    |                                    |                                    |                                  |                                  |                                          |                                          |                                          |                                          |                                          |                                          |                                  |                                  |                                |                                |                                |                                |  |  |  |  |  |  |  |  |  |  |  |  |  |  |  |  |  |  |  |  |  |  |  |  |  |  |  |  |  |  |  |  |
|  |  | Odnoga galicyjska († 1938 r.)               | Odnoga galicyjska († 1938 r.)               | Odnoga galicyjska († 1938 r.)               | Odnoga galicyjska († 1938 r.)               | Odnoga galicyjska († 1938 r.)               | Odnoga galicyjska († 1938 r.)               |  |  |  |  | Gałąź klecka (młodsza)        | Gałąź klecka (młodsza)        | Gałąź klecka (młodsza)                   | Gałąź klecka (młodsza)                   | Gałąź klecka (młodsza)                   | Gałąź klecka (młodsza)                   |                                          |                                          |               |               |                                    |                                    |                                    |                                    |                                    |                                    |                                  |                                  |                                          |                                          |                                          |                                          |                                          |                                          |                                  |                                  |                                |                                |                                |                                |  |  |  |  |  |  |  |  |  |  |  |  |  |  |  |  |  |  |  |  |  |  |  |  |  |  |  |  |  |  |  |  |
|  |  |                                             |                                             |                                             |                                             |                                             |                                             |  |  |  |  |                               |                               |                                          |                                          |                                          |                                          |                                          |                                          |               |               |                                    |                                    |                                    |                                    |                                    |                                    |                                  |                                  |                                          |                                          |                                          |                                          |                                          |                                          |                                  |                                  |                                |                                |                                |                                |  |  |  |  |  |  |  |  |  |  |  |  |  |  |  |  |  |  |  |  |  |  |  |  |  |  |  |  |  |  |  |  |
|  |  |                                             |                                             |                                             |                                             |                                             |                                             |  |  |  |  |                               |                               |                                          |                                          |                                          |                                          |                                          |                                          |               |               |                                    |                                    |                                    |                                    |                                    |                                    |                                  |                                  |                                          |                                          |                                          |                                          |                                          |                                          |                                  |                                  |                                |                                |                                |                                |  |  |  |  |  |  |  |  |  |  |  |  |  |  |  |  |  |  |  |  |  |  |  |  |  |  |  |  |  |  |  |  |
|  |  |                                             |                                             |                                             |                                             |                                             |                                             |  |  |  |  |                               |                               |                                          |                                          |                                          |                                          |                                          |                                          |               |               |                                    |                                    | Gałąź szydłowiecka (nie wygasła)   | Gałąź szydłowiecka (nie wygasła)   | Gałąź szydłowiecka (nie wygasła)   | Gałąź szydłowiecka (nie wygasła)   | Gałąź szydłowiecka (nie wygasła) | Gałąź szydłowiecka (nie wygasła) |                                          |                                          |                                          |                                          |                                          |                                          | Gałąź berdyczowska († 1883 r.)   | Gałąź berdyczowska († 1883 r.)   | Gałąź berdyczowska († 1883 r.) | Gałąź berdyczowska († 1883 r.) | Gałąź berdyczowska († 1883 r.) | Gałąź berdyczowska († 1883 r.) |  |  |  |  |  |  |  |  |  |  |  |  |  |  |  |  |  |  |  |  |  |  |  |  |  |  |  |  |  |  |  |  |
|  |  |                                             |                                             |                                             |                                             |                                             |                                             |  |  |  |  |                               |                               |                                          |                                          |                                          |                                          |                                          |                                          |               |               |                                    |                                    | Gałąź szydłowiecka (nie wygasła)   | Gałąź szydłowiecka (nie wygasła)   | Gałąź szydłowiecka (nie wygasła)   | Gałąź szydłowiecka (nie wygasła)   | Gałąź szydłowiecka (nie wygasła) | Gałąź szydłowiecka (nie wygasła) |                                          |                                          |                                          |                                          |                                          |                                          | Gałąź berdyczowska († 1883 r.)   | Gałąź berdyczowska († 1883 r.)   | Gałąź berdyczowska († 1883 r.) | Gałąź berdyczowska († 1883 r.) | Gałąź berdyczowska († 1883 r.) | Gałąź berdyczowska († 1883 r.) |  |  |  |  |  |  |  |  |  |  |  |  |  |  |  |  |  |  |  |  |  |  |  |  |  |  |  |  |  |  |  |  |
|  |  | Odnoga nieborowska i szpanowska († 1903 r.) | Odnoga nieborowska i szpanowska († 1903 r.) | Odnoga nieborowska i szpanowska († 1903 r.) | Odnoga nieborowska i szpanowska († 1903 r.) | Odnoga nieborowska i szpanowska († 1903 r.) | Odnoga nieborowska i szpanowska († 1903 r.) |  |  |  |  | Gałąź ordynacka (nie wygasła) | Gałąź ordynacka (nie wygasła) | Gałąź ordynacka (nie wygasła)            | Gałąź ordynacka (nie wygasła)            | Gałąź ordynacka (nie wygasła)            | Gałąź ordynacka (nie wygasła)            |                                          |                                          |               |               |                                    |                                    |                                    |                                    |                                    |                                    |                                  |                                  |                                          |                                          |                                          |                                          |                                          |                                          |                                  |                                  |                                |                                |                                |                                |  |  |  |  |  |  |  |  |  |  |  |  |  |  |  |  |  |  |  |  |  |  |  |  |  |  |  |  |  |  |  |  |